# Luís Cebola

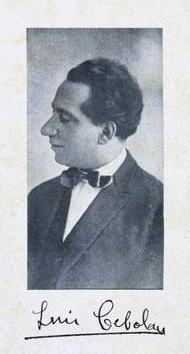
Luís Cebola

José Luís Rodrigues Cebola Jr. (Alcochete, 1876 – Lisboa, 11 de Março de 1967) foi um psiquiatra, director clínico da Casa de Saúde do Telhal e escritor português.

## Biografia
Luís Cebola, médico alienista, estudou no Colégio Almeida Garrett, em Aldeia Galega (actual Montijo), onde completou os três primeiros anos do curso liceal, sendo depois transferido para o Liceu Nacional de Évora. De 1895 a 1900, realizou a preparação para os estudos médico-cirúrgicos na Escola Politécnica de Lisboa. Estudou na Escola Médico-Cirúrgica de Lisboa de 1899 a 1906.
A decisão de seguir a especialidade de doenças nervosas ou psiquiatria surgiu, segundo Cebola, durante o 4.º ano do curso, após a leitura do livro, Les psychonévroses et leur traitement moral (1904), do neuropatologista suíço Paul Charles Dubois (1848-1918). Em 1906 defendeu a sua tese inaugural, A Mentalidade dos Epilépticos, sob a orientação do Professor Miguel Bombarda no Hospital de Rilhafoles. O objectivo do seu trabalho consistiu em investigar se havia alguma lei psicopatológica nos escritos e obras artísticas (desenhos, cartas, livros, etc.) dos epilépticos aí internados. Para além disso, pôs em causa a tese defendida por César Lombroso (1835-1909), médico legista italiano, na sua obra O Homem de Génio (1889). Nesta afirmava que o génio era uma condição mórbida, e resultava de uma psicose de natureza epiléptica. Cebola considerava que o maior erro desta tese era o de defender que a inspiração criativa apenas ocorria nos espíritos superiores. Segundo Cebola, o acto de inspiração artística obedecia aos mesmos processos em todos os homens, podendo apenas haver diferença de grau. Concluiu que o génio não era sinónimo de degeneração epiléptica, ou nas suas palavras, o homem de génio “é progresso e não degenerescência”. Foi publicado a 26 de Agosto de 1906, um artigo dedicado a este capítulo da tese de Luís Cebola, na revista dirigida por Miguel Bombarda, A Medicina Contemporanea.
Luís Cebola foi nomeado director clínico da Casa de Saúde do Telhal (pertencente à Ordem Hospitaleira de São João de Deus), a 2 de Janeiro de 1911, por Afonso Costa em representação do Governo Provisório da República Portuguesa, cargo que desempenhou até 1948. Enquanto director clínico parece ter sido responsável pela introdução e desenvolvimento da ergoterapia ou laborterapia, que visava a recuperação dos pacientes através do trabalho dirigido. E ainda, pela prática de uma psiquiatria social ou comunitária, i.e., uma terapêutica humanitária que visava incentivar a interacção social entre pacientes, médicos, enfermeiros, irmãos e familiares, através da prática de ofícios e de actividades artísticas, lúdicas e desportivas.
Inspirado pelas muitas viagens de estudo que fez pela Europa, com o objectivo de se manter informado em relação às inovações teóricas e metodológicas que ocorriam na psiquiatria, Luís Cebola pretendia que a Casa de Saúde do Telhal se transformasse numa instituição moderna, estando na vanguarda das terapêuticas e apostando no melhoramento da qualidade dos pavilhões e espaços exteriores. Pretendia seguir o exemplo da assistência moral aos alienados e das colónias agrícolas que visitara na Bélgica, França e Inglaterra, onde observara resultados muito positivos na evolução dos pacientes. Por volta de 1925, fundou na Casa de Saúde do Telhal um museu ergoterápico ou “da loucura”, segundo as palavras do próprio Cebola, onde reuniu obras artísticas (esculturas, desenhos, pinturas, poemas, etc.) produzidas pelos seus pacientes. Cebola estimulou ainda, com o apoio dos Irmãos Hospitaleiros, a produção de periódicos manuscritos pelos pacientes nos quais estes relatavam eventos do quotidiano e publicavam os seus poemas, escritos e anedotas. Luís Cebola terá também proposto aos Irmãos de São João de Deus a criação de uma Escola de Enfermagem. Esta foi fundada em 1936 e ficou sob a direcção de Meira de Carvalho, clínico geral, que entrara na Casa de Saúde do Telhal em 1931, como médico assistente. No final do ano de 1936, Cebola iniciou um curso de psiquiatria que funcionava em paralelo às aulas de enfermagem geral, visando ensinar aos Irmãos os princípios modernos da assistência a alienados.
Segundo documentação que se encontra no Museu São João de Deus – Psiquiatria e História, de 1936 a 1948, alguns doentes internados na Casa de Saúde do Telhal foram submetidos a leucotomias pré-frontais, realizadas pelo Dr. Egas Moniz (1874-1955) e pelo Dr. Pedro Almeida Lima (1903-1985). Luís Cebola, que era na altura director clínico da Casa de Saúde, terá certamente autorizado estes procedimentos cirúrgicos. Contudo, em artigos de opinião na revista Átomo, Ciência e Técnica Para Todos e no jornal República, criticou a eficácia e o valor científico deste método no tratamento de certas psicoses. Baseado na sua vasta experiência como médico alienista, escreveu seis obras científicas de natureza teórico-conceptual, deontológica e metodológica, das quais se destacam História de um Louco (1926), Psiquiatria Social (1931), Enfermagem de Alienados (1932), e Psiquiatria Clínica e Forense (1940). Publicou ainda ensaios e obras ficcionais inspiradas na minuciosa análise clínica dos doentes mentais internados na Casa de saúde do Telhal, e no seu convívio com os mesmos. Nestas obras o discurso ficcional e por vezes existencialista encontra-se intimamente conjugado com a objectividade da observação científica e com a vivência da práxis médica. São de realçar as seguintes obras: Almas Delirantes (1925), As Grandes Crises do Homem: Ensaio de psicopatologia Individual e Colectiva (1945), Quando desci ao Inferno: Contos Psicopatológicos (1956).
Luís Cebola foi um fervoroso apoiante dos ideais republicanos. Quando ainda frequentava a Escola Politécnica, projectou e dirigiu uma revista social e literária — Alvorada (1897) — em conjunto com o colega Sesinando das Chagas Franco (fl. 1944). Esta revista tinha forte conteúdo político, estabelecendo duras críticas à monarquia e promovendo a república e o socialismo. De 1945 a 1953 escreveu vários artigos de opinião política no jornal República, que mais tarde compilou em dois volumes: Cartas a um Advogado Provinciano (1954) e Estado Novo e República (1955). Colaborou ainda no Diário de Notícias, e terá também publicado artigos na revista científica francesa, L´Encéphale. Outra grande paixão que o acompanhou desde cedo foi a poesia. Ao longo da sua vida deu à estampa seis compilações de poemas. A primeira, Canções da Vida, surgiu em 1905 e a última, Atrás do Sol, foi publicada em 1957. É importante realçar a natureza multifacetada e o carácter transdisciplinar da sua obra literária, o que torna por vezes problemática a designação genológica das suas publicações.
Assinalam-se as seguintes obras dentre a sua extensa e multifacetada bibliografia: A Mentalidade dos Epilépticos (1906); Almas Delirantes (1925); História de um Louco (1926); Psiquiatria Social (1931); Enfermagem de Alienados (1932); Psiquiatria Clínica e Forense (1940); Democracia Integral (1951); Estado Novo e República (1955); Memórias deste e do outro mundo (1957). As obras do autor encontram-se no acervo geral da Biblioteca Nacional de Portugal bem como no acervo documental do Museu São João de Deus – Psiquiatria e História. A sua tese inaugural está disponível para consulta na Biblioteca da Faculdade de Medicina da Universidade de Lisboa.
São raras as referências bibliográficas significativas para o seu estudo.
Cebola defendia a "Democracia Integral" e que para chegar a esta, povo e massas deveriam ter acesso a educação para não se iludirem com (cito "Democracia Integral") "a propaganda vistosa dos extremismos tempestivos" nem se entregar ao "culto da mística ideológica, sem reflexão nem raciocínio: basta-lhe [ao povo] a leitura de qualquer livro de aliciação, para cair no fanatismo que gera o ódio e a represália".
Disse também, em Democracia Integral: "Infelizmente, o progresso político só pode realizar-se sobre os cadáveres daqueles que souberam viver e morrer, com os olhos postos num alto ideal."
Encontra-se colaboração da sua autoria no semanário Azulejos  (1907-1909).

## Obra
Deixou vasta obra científica, literária e de intervenção política e social:
- Canções da vida (1905)
- Almas delirantes (1925)
- História dum louco (1926)
- Psiquiatria social (1931)
- Sonetos e sonetilhos (1932)
- Enfermagem de alienados (1932)
- Psiquiatria clínica e forense (1940)
- As grandes crises do homem: ensaio de psicopatologia individual e colectiva (1945)
- Os novos messias: análise psicopatológica de Hitler e Mussolini (1945)
- Ronda sentimental (1948)
- Musa feiticeira (1951)
- Democracia Integral: Origem e Evolução (1951)
- Últimos sonetos (1953)
- Cartas a um advogado provinciano (1954)
- Estado Novo e República (1955)
- Patografia de Antero de Quental (1955)
- Quando desci ao inferno: contos psicopatológicos (1956)
- Atrás do sol (1957)
- Memórias de este e do outro mundo (1957)
- Clero, nobreza e povo (1959)
- Por terras de Espanha e França (1959)
- Diálogo com uma desconhecida (1959)
- O homem livre na terra livre (1964)